# 金元龍
金 元龍（キム・ウォンヨン、きん げんりゅう、1922年8月24日 - 1993年11月14日）は、韓国の歴史学者、考古学者。本貫は義城金氏。ソウル大学教授、国立中央博物館館長を歴任。

## 人物
京城帝国大学史学科卒業。ニューヨーク大学で美術史を専攻、ロンドン大学で考古学を専攻。韓国における考古学の礎を築き、美術史を独立した学問として韓国に定着させ、武寧王陵の発掘の指揮を担当するなど韓国における遺跡発掘調査にも貢献する。
その学術的業績は、国際的に高く評価されており、ソウル市文化賞、三・一文化賞、勤政勲章、学術院功労賞、仁村賞、福岡アジア文化賞、湖巌賞芸術部門など受賞多数。